# اس‌ام‌اس تورینگن
اس‌ام‌اس تورینجن (به انگلیسی: SMS Thüringen) یک کشتی بود که طول آن ۱۶۷٫۲۰ متر (۵۴۸٫۶ فوت) بود. این کشتی در سال ۱۹۱۱ ساخته شد.